# Ipomoea keraudreniae
Ipomoea keraudreniae är en vindeväxtart som beskrevs av T. Deroin. Ipomoea keraudreniae ingår i släktet praktvindor, och familjen vindeväxter. Inga underarter finns listade i Catalogue of Life.